# 尖喙小囊蛤
尖喙小囊蛤（学名：Saccella cuspidata），又名杓形小囊蛤，是弯锦蛤目弯锦蛤科小囊蛤属的一种。

## 分佈
主要分布于中国大陆福建廈門以南之南中國海海域。
常栖息在浅水区、水深6-28米的软泥底。